# 劇場版マクロスΔ
『劇場版マクロスΔ』（げきじょうばんマクロスデルタ）は、サテライト制作による日本のアニメーション映画。「マクロスシリーズ」のひとつに数えられる2016年放送のテレビアニメ『マクロスΔ』の劇場版作品である。
2018年2月9日よりTOHOシネマズ系映画館ほかで、テレビ版の既存映像と新作映像で構成した『劇場版マクロスΔ 激情のワルキューレ』（げきじょうばんマクロスデルタ げきじょうのワルキューレ）が公開された。
2021年10月8日より、その続編となる完全新作の『劇場版マクロスΔ 絶対LIVE!!!!!!』（げきじょうばんマクロスデルタ ぜったいライブ）が公開された。同時上映は『劇場短編マクロスF 〜時の迷宮〜』。

## 劇場版マクロスΔ 激情のワルキューレ
『劇場版マクロスΔ 激情のワルキューレ』（げきじょうばんマクロスデルタ げきじょうのワルキューレ）は、テレビアニメ『マクロスΔ』の劇場版作品。2016年10月のテレビ版放送終了から約1年半の期間を経た2018年2月9日に公開された。キャッチコピーは「いつか この声が果てる その日まで」。
シリーズ第1作『超時空要塞マクロス』で描かれた時代から半世紀以上が経過し、地球人類が広く銀河系に進出した西暦2067年を舞台に、人を凶暴化させる病を歌で鎮める戦術音楽ユニット「ワルキューレ」と護衛の可変戦闘機部隊「Δ（）小隊」の活躍、そして地球文明に反旗を翻す辺境惑星国家「ウィンダミア王国」との戦争を描いた『マクロスΔ』全26話の内容を、ワルキューレの5人を軸として2時間にまとめ、既存映像に新作映像を加えて新たな物語として構成した作品である。
本作のタイトルにもなっているワルキューレの歌と声を担当する5人の声優・歌手は、現実においても同名のユニットで音楽活動を行なっており、そのライブ活動における実績が劇場版製作実現の原動力となった。

### ストーリー（激情のワルキューレ）
21世紀、異星人ゼントラーディと戦争を経て和平を結び「新統合政府」を樹立した地球人類は、種の存続を目的に、「フォールド」と呼ばれる超時空航行・通信技術を用いて宇宙移民を開始し、半世紀あまりのあいだにさまざまな異星の人類種と出会いながら、その版図を銀河系全域へと拡大しつつあった。しかしあるとき、突如自我を失い暴徒と化す病「ヴァールシンドローム」が人類種のあいだで蔓延しはじめる。星間複合企業体「ケイオス」はこれに対抗すべく、ヴァールを沈静化する「生体フォールド波」を発する歌声をもつ戦術音楽ユニット「ワルキューレ」を結成し、可変戦闘機VF-31 ジークフリードを駆る「Δ（）小隊」がその護衛を務める。
西暦2067年、銀河系辺境域の「ブリージンガル球状星団」。ワルキューレとΔ小隊は惑星イオニデスで発生したヴァールの鎮圧中、所属不明の可変戦闘機部隊（アンノウン）と遭遇する。戦いのなか、ワルキューレ以外の生体フォールド波を探知したΔ小隊の新人パイロット、ハヤテ・インメルマンは、同僚のミラージュ・ファリーナ・ジーナスの制止も聞かず、発信源の貨物船へと潜入する。ハヤテはそこで、自分の歌によってヴァールを沈静化する少女、フレイア・ヴィオンと出会う。
ワルキューレに入るために故郷を飛び出してきたフレイアはその素質を認められ、本拠地の惑星ラグナで訓練に励むものの、本来の実力を発揮できずにいた。ハヤテは元気づけるためにフレイアを自分の機体に乗せて飛び、ワルキューレメンバーもフレイアのために歓迎会を開いて、ワルキューレ結成以来の苦労を語る。
そして、ワルキューレは惑星アル・シャハルでフレイアのデビューライブを開催する。しかしその途中、例のアンノウンが襲来し、さらに謎の歌声が響くとともにヴァール化した新統合軍と駐留ゼントラーディの部隊が市街地で暴れはじめる。命がけの状況下でフレイアの歌の力がついに覚醒し、ワルキューレとΔ小隊の活躍によりヴァールは沈静化するが、アンノウンはその正体がフレイアの故郷「ウィンダミア王国」の精鋭部隊「空中騎士団」であることを明かし、王国の実権を握る宰相ロイド・ブレームが新統合政府に対して宣戦を布告する。自分たちウィンダミア人こそが、かつて銀河を支配し人類種を創造した星間文明種族「プロトカルチャー」の正統な後継者だと信じるロイドは、新統合政府による搾取からの解放を大義に掲げつつ、国王ハインツ・ネーリッヒ・ウィンダミアが歌う「風の歌」によってヴァールを操り、球状星団内の各惑星に眠るプロトカルチャー遺跡を復活させてフォールド波増幅発信フィールドを完成させようとしていた。
故郷が戦争をはじめたことで動揺を隠せずにいるフレイアのために、ケイオスの面々は誕生日を祝うサプライズパーティーを開く。平均寿命約30年という短命種族であるウィンダミア人にとって人生の折り返しとなる日をこのようなかたちで迎えられたことにフレイアは感涙し、さらにハヤテから故郷を思い起こさせる人工雪をプレゼントされ、大きく思いを深める。そのかたわらで、Δ小隊のエース、メッサー・イーレフェルトは、ワルキューレのリーダー、カナメ・バッカニアに、かつて自身がヴァール化しかけた際、その歌声によって救われていたことを明かし、小隊から去ることを告げる。メッサーは以前よりヴァール化とそこからの回復を繰り返しており、その肉体はすでに限界を迎えていた。
ウィンダミアの狙いを探るため、ケイオスはウイルスを仕込んだワルキューレの映像を銀河ネットワークに配信して通信障害を引き起こし、その隙にワルキューレとΔ小隊が前回の戦闘で強力な生体フォールド波が観測されたアル・シャハルの遺跡へと突入する。ワルキューレが歌で遺跡に干渉しようとしていることを察知したロイドがハインツに「風の歌」を歌わせると、両者の歌が激しく干渉しあい、各惑星の遺跡上にプロトカルチャーの巨大システムが出現する。その干渉の影響で、ハインツはウィンダミア人の老化現象である皮膚の結晶化が急激に進行し、フレイアの手にも結晶化が生じる。歌が止んだことでワルキューレとΔ小隊は空中騎士団の猛攻を受け、絶体絶命の危機におちいる。そこへメッサーが駆けつけ、カナメの歌声とともに、これまでの戦いで自身と互角に渡りあった空中騎士団のエース、キース・エアロ・ウィンダミアと激闘を交わす。その果てに勝利するものの肉体の限界を超えたメッサーは、カナメの腕に抱かれながら最期を迎える。ウィンダミア側のさらなる攻撃によりハヤテとミラージュは撃墜されて行方不明となり、ワルキューレは捕虜にされる。
ロイドはワルキューレのエース、美雲・ギンヌメールの正体が、新統合軍によって盗み出されたウィンダミアにおける伝説の存在「星の歌い手」の細胞から造られたクローンであることをワルキューレメンバーに告げ、さらにみずからが流した虚偽のプロパガンダ映像に騙されてワルキューレを「裏切り者」と非難する人々の姿だけを切り取って見せ、ウィンダミアへの協力を促す。これに対しフレイアたちは、自分たちの歌を必要とする者がいる限り、命をかけて歌いつづけると言い切る。
ケイオスはワルキューレを奪還すべく、ウィンダミア主力艦隊への奇襲作戦「オペレーション・ラグナロク」を始動する。一方、敵艦に潜入していたハヤテとミラージュも、それぞれ鹵獲（）されていたメッサーの機体と、待機中の機体に搭乗して出撃するが、ウィンダミア艦隊はラグナに出現した、異常なフォールド波を発する巨大神殿のもとへ向けてフォールドを行う。ロイドに操られた美雲の「星の歌」によってプロトカルチャーシステムが起動し、全銀河の人類種の意識をひとつに統合させ、銀河そのものともいうべき巨大なネットワークを形成する。自我が薄れゆくなか、ハヤテを思うフレイアの「命の歌」をきっかけに、ハヤテたちやワルキューレメンバーは意識を取り戻し、美雲も仲間たちの歌声に応じて呪縛を打ち破る。しかし、逆上するロイドの感情に呼応して、プロトカルチャーシステムが暴走をはじめる。フレイアたちは空へと飛び出して意識を奪われかけたハヤテたちに「命の歌」を届け、ワルキューレとΔ小隊の命をかけた姿に心を動かされたキースは、空中騎士団を率いてその援護に回る。ハヤテとミラージュは巨大神殿内部に突入し、美雲の救出と中枢部の破壊に成功する。そしてキースは盟友であったロイドを討ち、最期の瞬間に心を通わせながら、ともに爆炎のなかに姿を消す。ウィンダミアは新統合政府に和平交渉の申し出を行ない、戦争終結への道筋が立てられる。
その後、ケイオスの面々は「クラゲ送り」と呼ばれるラグナの風習に従ってメッサーの魂を海へと還し、ワルキューレは夜明け空に浮かび上がってゆくクラゲの群れのもとで歌を捧げる。

### キャスト（激情のワルキューレ）
| - ハヤテ・インメルマン - 内田雄馬 - フレイア・ヴィオン - 鈴木みのり - ミラージュ・ファリーナ・ジーナス - 瀬戸麻沙美 - 美雲・ギンヌメール - 小清水亜美 / JUNNA（歌） - カナメ・バッカニア - 安野希世乃 - レイナ・プラウラー - 東山奈央 - マキナ・中島 - 西田望見 - アラド・メルダース - 森川智之 - メッサー・イーレフェルト - 内山昂輝 - チャック・マスタング - 川田紳司 - アーネスト・ジョンソン - 石塚運昇 | - キース・エアロ・ウィンダミア - 木村良平 - ロイド・ブレーム - 石川界人 - ボーグ・コンファールト - KENN - ヘルマン・クロース - 遠藤大智 - カシム・エーベルハルト - 拝真之介 - テオ・ユッシラ / ザオ・ユッシラ - 峰岸佳 - ハインツ・ネーリッヒ・ウィンダミア - 寺崎裕香 / メロディー・チューバック（歌） - ベス・マスカット - 沢井美優 - ニナ・オブライエン - 辻美優 - ミズキ・ユーリ - 金魚わかな - クレア・パドル - 日笠陽子 ほか |

### スタッフ（激情のワルキューレ）
- 原作 - 河森正治、スタジオぬえ
- 監督・絵コンテ・バルキリーデザイン - 河森正治
- 脚本 - 根元歳三、河森正治
- キャラクター原案 - 実田千聖（CAPCOM）
- キャラクターデザイン - まじろ、進藤優
- 作画監督 - 伊藤郁子、大橋幸子、長田好弘、皆川一徳、伊藤亜矢子、吉川美貴
- 演出 - ヤマトナオミチ
- 世界観デザイン - ロマン・トマ
- メカニックデザイン - ブリュネ・スタニスラス
- 美術設定 - ニエム・ヴィンセント
- デザインワークス - 大橋幸子、吉川美貴
- 色彩設定 - 林可奈子
- 美術監修 - 松本浩樹（アトリエPlatz）
- 美術監督 - 渡辺幸浩（アトリエPlatz）
- 撮影監督 - 岩崎敦（T2studio）
- CGディレクター - 森野浩典
- CGライブディレクター - 辻成一（ジェットスタジオ）
- 編集 - 坪根健太郎（REAL-T）、松本秀治
- 音響監督 - 三間雅文
- 音響効果 - 倉橋静男
- 音楽 - 鈴木さえ子、TOMISIRO（フランス語版）、窪田ミナ
- 音楽制作 - フライングドッグ
- 音響制作 - テクノサウンド
- アニメーション制作 - サテライト
- 製作 - ビックウエスト 劇場版マクロスデルタ製作委員会

### 使用曲（激情のワルキューレ）
曲名に※がついているものは本作のための新曲。

#### エンディングテーマ（激情のワルキューレ）
Dancing in the Moonlight ※
作詞・編曲 - 北川勝利、acane_madder / 作曲 - 北川勝利 / ストリングス編曲 - 宮川弾
歌 - ワルキューレ

#### 挿入歌（激情のワルキューレ）
エンディングクレジットの表示順に記す。
ザルド・ヴァーサ！ 〜決意の風〜
作詞・作曲・編曲 - 窪田ミナ
歌 - ハインツ（メロディー チューバック）
ワルキューレがとまらない
作詞 - 唐沢美帆、加藤裕介 / 作曲・編曲 - 加藤裕介
歌 - ワルキューレ
僕らの戦場
作詞 - 唐沢美帆、加藤裕介 / 作曲・編曲 - 加藤裕介
歌 - ワルキューレ
ルンがピカッと光ったら
作詞 - 西直紀 / 作曲・編曲 - コモリタミノル
歌 - フレイアΔ鈴木みのり
涙目爆発音
作詞・作曲 - 堂島孝平 / 編曲 - 北川勝利
歌 - ワルキューレ
チェンジ!!!!! ※
作詞 - 岩里祐穂 / 作曲・編曲 - Rasmus Faber / ストリングス編曲 - Martin Landström & Rasmus Faber
歌 - ワルキューレ
いけないボーダーライン
作詞 - 西直紀 / 作曲・編曲 - コモリタミノル
歌 - ワルキューレ
ワルキューレのバースデイソング
作詞・作曲 - Happy Field / 編曲 - 窪田ミナ
歌 - ワルキューレ
God Bless You
作詞・作曲・編曲 - 北川勝利
歌 - ワルキューレ
恋！ ハレイション THE WAR
作詞 - 深川琴美、姉田ウ夢ヤ / 作曲・編曲 - 姉田ウ夢ヤ / ストリングス編曲 - 倉内達矢
歌 - ワルキューレ
Hear The Universe
作詞 - 岩里祐穂 / 作曲・編曲 - Rasmus Faber
歌 - ワルキューレ
破滅の純情
作詞 - 西直紀 / 作曲・編曲 - コモリタミノル
歌 - ワルキューレ
AXIA 〜ダイスキでダイキライ〜
作詞 - 六ツ見純代 / 作曲 - 松本良喜 / 編曲 - 鈴木Daichi秀行
歌 - ワルキューレ
ルーチェット・アルカーン 〜星の歌〜
作詞・作曲・編曲 - 窪田ミナ
歌 - 美雲ΔJUNNA、美雲Δ小清水亜美
includes elements from 「愛・おぼえていますか」
作詞 - 安井かずみ / 作曲 - 加藤和彦

一度だけの恋なら
作詞 - 唐沢美帆、加藤裕介 / 作曲・編曲 - 加藤裕介
歌 - ワルキューレ
Absolute 5
作詞 - 喜介 / 作曲・編曲 - 渡辺拓也
歌 - ワルキューレ
ワルキューレは裏切らない ※
作詞 - 喜介 / 作曲・編曲 - 渡辺拓也 / ストリングス編曲 - 倉内達矢
歌 - ワルキューレ
GIRAFFE BLUES
作詞 - 菜穂 / 作曲・編曲 - h-wonder / ストリングス編曲 - 加藤裕介
歌 - ワルキューレ

### 製作経緯（激情のワルキューレ）
「マクロスシリーズ」の前作『マクロスF』では最終話のテレビ放送直後に『劇場版 マクロスF』の製作が発表されたが、『マクロスΔ』の場合は放送終了後に映画化が検討されるものの、なかなか決まらずにいた。音楽担当プロデューサーの福田正夫らは、2017年1月のワルキューレ2ndライブ（横浜アリーナ2DAYS）が最後のステージになると思い、さまざまなゲスト出演者を呼んでオールスター的な構成にした。ワルキューレのメンバーは今後のことを知らないまま、ライブ最終日の本番前の楽屋でスタッフの「続きはやらないみたいですよ」という声を耳にしたが、悔いの残らないようやり尽くすという気持ちでステージに臨んだ。河森正治総監督は5人のパフォーマンスと観客の盛り上がりに感激し、打ち上げの挨拶で「ここまでがんばったワルキューレをここで終わらせてはいけない。許されるならデルタを続けたい」と述べ、ワルキューレのメンバーは号泣した。番組プロデューサー陣も河森と同じ思いを抱き、「絶対に劇場版をやる」という方向に進むことになった。このライブ終演後に「マクロスシリーズ テレビアニメ最新作 2018年放送」が発表されたが、『劇場版マクロスΔ』前後編が完結した2021年時点でも実現しなかった。

### 制作（激情のワルキューレ）
映画の内容はテレビ版のシナリオを再構築し、ストーリーの一部変更や新作シーン・再撮影を追加したものである（河森は再構成ならぬ「改・構成」と表現する）。これまでのシリーズと同様、テレビ版から劇場版になる際に変わる部分が多い。「改・構成」は総カット数2,100 - 2,200のうちバンク（テレビ版からの流用）が約1,000、新作カットが約500、バンクに手を加えた「バンク+α」が約700となる。まず河森がバンクの流用編集メモと大まかなあらすじを作ってからシナリオの打ち合わせに入り、前半のバンクメインパートはシナリオなしで河森が直接絵コンテを作成し、後半の新作メインパートは脚本の根元歳三が参加してシナリオを作成した。絵コンテは新作カットの多いシーンから先にあがり、バンクに手を加える部分は絵コンテによる指示から制作管理表が作成され、アニメーターや背景スタッフが入って細部の変更から、ときにはほぼ新作に近いような作業まで実施した。
劇場版のポイントとして、ワルキューレの新曲や戦闘シーンの補強が挙げられる。新曲「チェンジ!!!!!」が流れるワルキューレの新規ライブシーンは、シリーズの本編映像で初めてキャラクターを含めてすべてコンピュータグラフィックス（CG）で描くという試みがなされている。河森は過去のシリーズ作品でも未来的なステージ演出を試みてきたが、本作の制作時点における現実世界ではすでにプロジェクションマッピングなどの技術が普及しており、それを超えるインパクトを表現する必要から重力の制約を外し、ロシアでの取材時に見かけた時計台の幾何学的なオブジェクトを参考にしたライブステージを構成した。キャラクターのCGはリズムゲーム『歌マクロス スマホDeカルチャー』のモデルをベースとして大画面用に再監修したものが制作され、手描きでは難しい実田によるキービジュアルの衣装が用いられている。また河森によるとテレビ版の後半では戦闘シーンが「諸事情」によって少なくなり、三段変形を特徴とする主役メカの可変戦闘機もバトロイド（人型ロボット）形態をあまり出せなかったことから、「そのストレス解消的な」戦闘シーンの追加やバトロイドの出番の補強などを行なっているという。
ワルキューレの2ndライブで受けた印象から、「情熱やテンションの高さ」を劇場版のモチーフにしている。河森は上映時間の関係もあって、本作はこれまでシリーズ作品の伝統的要素だった「三角関係」よりもワルキューレを中心に据えた物語の構成となっており、またタイトルの「激情」は「劇場版」とかけつつ、初見の観客でも楽しめるよう謎解きより感情を重視していることを表明したものだと語っている。

### 予告・公開（激情のワルキューレ）
2017年8月5日にワルキューレが野外音楽フェスティバル「ROCK IN JAPAN FESTIVAL」に出演した当日に映画製作がサプライズ発表され、同年10月9日にラゾーナ川崎で行われた発表イベントで監督の河森から正式タイトルと公開日が発表された。
来場者特典として、公開第1週目は実田千聖（CAPCOM）によるワルキューレメンバーの描き下ろしイラストミニ色紙全5種類、第2週目はワルキューレを演じるアーティストの写真を用いた「アーティスト Photo ポストカード」全6種類、第3週目から第5週目はフィルムコマがそれぞれランダムで配布された。
2018年5月11日からは、TOHOシネマズの各劇場で河森監督監修によるMX4D版が上映された。

### 反響・評価（激情のワルキューレ）
「Filmarks」が発表した2月第2週（10日・11日・12日）の初日満足度ランキングでは第6位。「ニュータイプアニメアワード2017-2018」では、「メカデザイン・プロップデザイン賞」で第7位となった。

## 劇場版マクロスΔ 絶対LIVE!!!!!!
『劇場版マクロスΔ 絶対LIVE!!!!!!』（げきじょうばんマクロスデルタ ぜったいライブ）は、2016年放映のテレビアニメ『マクロスΔ』の劇場用作品であり、2018年公開の前作『劇場版マクロスΔ 激情のワルキューレ』からおよそ3年8か月を経た2021年10月8日、『マクロスF』の短編アニメ映画『劇場短編マクロスF 〜時の迷宮〜』との同時上映で公開された。キャッチコピーは「歌うことは 生きること」、「逝かせてあげる 堕天使の歌で」、「銀河争奪歌合戦」。
『激情のワルキューレ』で描かれたウィンダミア王国と新統合政府の戦争が沈静化したあとの世界を舞台として、既存秩序の破壊を目的とする武装組織「ヘイムダル」に戦術音楽ユニット「ワルキューレ」と護衛の「Δ小隊」が立ち向かう。完全新作であり、Δ小隊のハヤテ・インメルマンとワルキューレのフレイア・ヴィオンの関係とその行く末が描かれるとともに、敵となる新音楽ユニット「Yami_Q_ray（ヤミキューレ）」や、Δ小隊の一員ミラージュ・ファリーナ・ジーナスの祖父で『超時空要塞マクロス』をはじめとする過去のシリーズ作品で描かれてきた天才パイロット、マクシミリアン・ジーナス（マックス）の登場といった要素も盛り込まれている。

### ストーリー（絶対LIVE!!!!!!）
2068年、ウィンダミアと新統合政府の和平交渉が進められるなか、ワルキューレはウィンダミアの王都ダーウェントで停戦記念ライブを開催する。そしてフレイアはワルキューレメンバーやΔ小隊、空中騎士団とともに故郷レイブングラス村に帰り、村人たちに暖かく迎え入れられ楽しいひとときを過ごす。しかしそこへ、異星人の排斥を叫ぶ村人の一団が現れて場を荒らしだす。空中騎士団のボーグ・コンファールトは彼らと同じく地球人に対するわだかまりを抱えながらも、国王ハインツの意思に従ってワルキューレの護衛に回り、神官のヨハン・ウインリーが仲裁に入ることで、ひとまず争いは避けられる。その夜、フレイアは祖母や両親たちから受け継がれてきた大切なリンゴ畑をハヤテに案内し、ハヤテもパイロットだった亡き父ライトとの思い出を語る。ウィンダミアに伝わる伝説の歌を歌うフレイアに、ハヤテは自分の思いを告白し、フレイアは自分を10日しか咲かないリンゴの花にたとえて躊躇しつつも、ハヤテの思いに応えようとする。
そのとき、謎の歌声とともに改造マクロス級「バトル・アストレア」が出現し、同艦に搭載された無人可変戦闘機（ゴースト）部隊が襲撃を開始する。爆撃により村とリンゴ畑が火の海と化すなか、ワルキューレは歌で敵の生体フォールド波に対抗し、Δ小隊と空中騎士団、旗艦を発進させたハインツが迎撃にあたるが、美雲に似た「闇の歌い手」の歌で強化された敵の猛攻に追いつめられてゆく。そこへ、ミラージュの祖父マクシミリアン・ジーナス（マックス）が艦長を務めるケイオス・リスタニア支部所属「マクロス・ギガシオン」が駆けつけ、ワルキューレとΔ小隊、ボーグたちを収容してウィンダミアを離脱する。
ギガシオンの医務室でハヤテたちは、村人を守るために遺跡のバリアを起動させ、感覚器官「ルン」を激しく輝かせて全身が結晶化したヨハンの最期に立ち会う。ヨハンは、特務諜報員だったライトが「星の歌い手」の細胞をウィンダミアのために奪還しようと尽力したことをハヤテに語り、ルンを輝かせて歌うことの代償にみずからの命を削っていたフレイアには「なんのために生き、なんのために歌うのか」を考えるように告げる。
ウィンダミアとラグナを制圧した組織「ヘイムダル」の指導者イアン・クロムウェルは、新統合政府に多大な影響を及ぼしケイオスに指示を与える存在「レディM」が、プロトカルチャーの進んだテクノロジーを制限・独占することで人類を裏から支配してきたと主張し、これを排除して人類を解放すると宣言する。もうひとりの「星の歌い手」の細胞を組み込んだ量子AIシステム「セイレーンデルタシステム」から生まれたヴァーチャロイド「闇の歌い手」を利用し、球状星団の遺跡すべてを制圧することで全銀河への侵攻をもくろむヘイムダルを阻止すべく、マックスはレディMからのオーダーを皆に伝える。
ギガシオンは反攻拠点である元ゼントラーディの工場衛星にたどりつく。Δ小隊は新たにボーグを隊員に加え、ワルキューレの歌に共鳴して性能を向上させるフォールドクォーツを増設した機体、VF-31AX カイロスプラスの訓練に入るが、天才パイロットであるマックスとの模擬戦で惨敗を喫する。ハヤテとボーグのいがみ合いを制止しつつも自身の才能に劣等感を抱くミラージュに対し、マックスは「エースの才能はない」と断じる。ハヤテは、燃える畑で拾っていたリンゴの実をフレイアに届け、長い時間をかけても種から畑をよみがえらせようと励ますが、そのために寿命の異なる種族としての違いに直面することになり、ミラージュやワルキューレのメンバーは、悩むふたりを後押しする。
ギガシオンのブリッジに戻ったマックスとΔ小隊の隊長アラド・メルダースは、潜入していたヘイムダルのロボット兵器に襲われる。なんとかこれを破壊するもののアラドは重傷を負い、ギガシオンの居場所と亜空間に存在するレディMこと「レディ・メガロード-01」の座標を敵に把握される。ほどなくして敵ゴーストの編隊が襲来し、セイレーンデルタシステムがワルキューレを学習することで、「闇の歌い手」は5人のヴァーチャロイド・ユニット「Yami_Q_ray（ヤミキューレ）」となる。その歌により球状星団の各惑星にプロトカルチャーシステムが出現し、全銀河につながるスーパーフォールドゲートが形成される。侵入した敵を迎撃するハヤテの危機に際して、極限まで高まったフレイアの生体フォールド波が共鳴し、ハヤテは感覚拡張を起こして意識を暴走させながらも善戦する。しかし、そのために激しくルンを輝かせたフレイアは結晶化が全身に広がり、立つこともままならなくなるほどに衰弱する。
爆発する工場衛星から離脱し、他の艦隊と合流したギガシオンは、惑星アルヴヘイムの遺跡に開かれるゲートを利用してウィンダミアへと攻め込む作戦に臨む。作戦開始直前、フレイアは治療室を抜け出しワルキューレとして歌おうとしながらも、ハヤテに死への恐怖を吐露して葛藤に苦しむ。それを聞いたハヤテは、自分と一緒に生きてほしいと願ってフレイアを抱きしめる。
銀河各地にゲートが開き戦乱が勃発するなか、「オペレーション・ヨルムンガンド」を始動したギガシオン率いる艦隊はゲートを突破し、ウィンダミアへとたどり着く。亜空間へつながるゲートを開いてメガロード-01を出現させ、主砲ハイパーマクロスキャノンでこれを消し去ろうとするアストレアに対して、アラドの任命によりミラージュが隊長を務めるΔ小隊がフォールドジャミングで歌の効果を封じ、ギガシオン率いる艦隊がマクロスキャノンを一斉に発射するが、ジャミングに対応したセイレーンデルタシステムに強化された次元バリアに防がれる。惑星自転の影響で射線に入ったウィンダミアの地表もろともメガロード-01を葬ろうとする主砲の発射を阻止するには、ワルキューレの歌でカイロスプラスの出力を上げて次元バリアを突破し、アストレア内部のシステムを破壊するしかない。いつかあらゆる戦いを終わらせて皆で一緒に生きるというハヤテの言葉に呼応して、フレイアはリンゴの種を入れたペンダントを身につけ、ワルキューレメンバーと合流する。自分にとって生きるとはワルキューレとして歌うことだというフレイアは、皆と一緒に「絶対生きたい」と叫ぶ。ワルキューレの5人は思いをひとつにして熱唱し、ハヤテも歌に支えられながらワルキューレを守って飛ぶ。激戦のなか、ミラージュはリーダーとしての才能を開花させ、それを見たマックスはブリッジで指揮を執るアラドに艦長の座を譲り、パイロットとして出撃する。そしてハヤテはマックスとΔ小隊に背後を任せ、アストレアへと突撃する。次元バリアに阻まれたハヤテに向けて、フレイアたちはウィンダミアに伝わる伝説の歌を歌う。その歌を感じ取ったウィンダミア人たちも合わせて歌い、それぞれのルンがまるで花のように輝きだす。セイレーンデルタシステムの内部でも大きな変化が生じてYami_Q_rayの闇フレイアも同じ歌を歌いだし、ハヤテはついにバリアを突破してアストレアのブリッジに突入する。艦にひとり残ったクロムウェルの手により主砲が放たれる寸前、ギガシオン率いる艦隊の砲撃が命中して照準は外れ、発射時の誘爆によりアストレアは爆沈する。ハヤテは、「星の歌い手」の細胞から生まれた新たな命を宿したセイレーンデルタシステムの中枢部を保護して生還する。
ウィンダミアの大地に降りてゆくギガシオンのステージで目を覚ましたフレイアに、ハヤテはセイレーンデルタシステムから取り上げた、頭にルンをもつ赤子の姿を見せる。そしてハヤテに抱きかかえられたフレイアの眼前には、歌いつづけるウィンダミア人たちの「ルンの花」がリンゴの花のように美しく輝く光景が広がる。それからしばらく語りあったのち、フレイアはハヤテと口づけを交わし、安らかな眠りにつく。
時は流れ、白い花を咲かせたリンゴ畑で、ハヤテとルンをもつ子供が仲睦まじく過ごしているところで物語は終わる。

### キャスト（絶対LIVE!!!!!!）
| - ハヤテ・インメルマン - 内田雄馬 - フレイア・ヴィオン - 鈴木みのり - 美雲・ギンヌメール - 小清水亜美 / JUNNA（歌） - カナメ・バッカニア - 安野希世乃 - レイナ・プラウラー - 東山奈央 - マキナ・中島 - 西田望見 - アラド・メルダース - 森川智之 - ミラージュ・ファリーナ・ジーナス - 瀬戸麻沙美 - ボーグ・コンファールト - KENN - マクシミリアン・ジーナス - 速水奨 - エキセドル・フォルモ - 大林隆介 | - イアン・クロムウェル - 斉藤次郎 - シドニー・ハント - 櫻井孝宏 - ヨハン・ウインリー - 小野大輔 - メッサー・イーレフェルト - 内山昂輝 - ハインツ・ネーリッヒ・ウィンダミア - 寺崎裕香 / メロディー・チューバック（歌） - チャック・マスタング - 川田紳司 - ヘルマン・クロース - 遠藤大智 - カシム・エーベルハルト - 拝真之介 - テオ・ユッシラ / ザオ・ユッシラ - 峰岸佳 - 村長 - 宝亀克寿 ほか |

### スタッフ（絶対LIVE!!!!!!）
- 原作 - 河森正治、スタジオぬえ
- 監督 - 河森正治
- 副監督 - ヤマトナオミチ
- 脚本 - 根元歳三
- キャラクター原案 - 実田千聖（CAPCOM）
- マックス エキセドル オリジナルキャラクター - 美樹本晴彦
- キャラクターデザイン - まじろ、進藤優、丸藤広貴、安彦英二、長田好弘
- サブキャラクターデザイン - 堀内修、皆川一徳
- バルキリーデザイン - 河森正治
- メカニックデザイン - 稲田航、天神英貴
- 美術設定 - 稲田航、倉川英揚、ニエム・ヴィンセント、ロイック・ロキャテリ
- デザインワークス - 高橋瑞紀、吉川美貴、稲田航
- 色彩設計 - 林可奈子
- 絵コンテ - 河森正治、ヤマトナオミチ、倉川英揚、佐藤英一、森野浩典
- 演出 - ヤマトナオミチ、倉川英揚、筑紫大介、いわたかずや、小森秀人、糸曽賢志
- 総作画監督 - まじろ
- 作画監督 - 長田好弘、堀内修、丸藤広貴、伊藤亜矢子、吉川美貴、金甫旻、皆川一徳、小森秀人、田中穣、山崎淳、長沼智也、山本真理子、進藤優、安彦英二、篠原健二
- 撮影監督 - 岩崎敦（T2studio）
- 編集 - 坪根健太郎（REAL-T）、松本秀治
- CGディレクター - 森野浩典
- マクロスビジュアルアーティスト - 天神英貴
- 音響監督 - 三間雅文
- 音響効果 - 山谷尚人（サウンドボックス）、倉橋静男（サウンドボックス）
- 音楽 - 鈴木さえ子、TOMISIRO（フランス語版）、窪田ミナ
- 音楽制作 - フライングドッグ
- 音響制作 - テクノサウンド、竹節章史
- アニメーション制作 - サテライト
- 製作 - ビックウエスト 劇場版マクロスデルタ製作委員会

### 使用曲（絶対LIVE!!!!!!）
曲名に※がついているものは本作のための新曲。

#### エンディングテーマ（絶対LIVE!!!!!!）
ルンに花咲く恋もある-movie edition- ※
作詞 - 西直紀 / 作曲・編曲 - コモリタミノル
歌 - ワルキューレ

#### 挿入歌（絶対LIVE!!!!!!）
エンディングクレジットの表示順に記す。
Glow in the dark ※
作詞 - 渡辺未来、西田恵美 / 作曲・編曲 - 渡辺未来
歌 - Yami_Q_ray
唇の凍傷 ※
作詞・作曲・編曲 - 椿山日南子
歌 - ワルキューレ
りんごのうた ※
作詞 - 唐沢美帆、加藤裕介 / 作曲・編曲 - 加藤裕介
歌 - フレイアΔ鈴木みのり
つらみ現在進行形 ※
作詞 - 堂島孝平 / 作曲 - 柳沢ヒカル / 編曲 - 白戸佑輔
歌 - ワルキューレ
Heinz vs. Yami_Q_ray ※
Remixed by TOMISIRO
“ザルド・ヴァーサ！〜決意の風〜”
作詞・作曲・編曲 - 窪田ミナ
歌 - ハインツ（メロディー・チューバック）
“Glow in the dark”
作詞 - 渡辺未来、西田恵美 / 作曲・編曲 - 渡辺未来
歌 - Yami_Q_ray

未来はオンナのためにある-movie edition- ※
作詞 - 岩里祐穂 / 作曲 - 斎藤大 / 編曲 - 白戸佑輔
歌 - ワルキューレ
絶対零度θノヴァティック
作詞 - 図司純子〈Eidy〉、河嶋晃一〈Eidy〉/ 作曲 - 図司純子〈Eidy〉、河嶋晃一〈Eidy〉、Mitsunori Ikeda / 編曲 - Mitsunori Ikeda / ストリングス編曲 - 倉内達矢
歌 - ワルキューレ
Diva in Abyss ※
作詞 - UiNA / 作曲 - 小高幸太郎、UiNA / 編曲 - 小高幸太郎 / ストリングス編曲 - 藤井亮太
歌 - Yami_Q_ray
風は予告なく吹く
作詞 - 坂本真綾 / 作曲・編曲 - 北川勝利
歌 - ワルキューレ
GIRAFFE BLUES
作詞 - 菜穂 / 作曲・編曲 -h-wonder / ストリングス編曲 - 加藤裕介
歌 - ワルキューレ
綺麗な花には毒がある ※
作詞 - 西直紀 / 作曲・編曲 - コモリタミノル
歌 - Yami_Q_ray
ワルキューレはあきらめない ※
作詞 - 唐沢美帆 / 作曲・編曲 - 加藤裕介
歌 - ワルキューレ
絶対LIVE!!!!!!メドレー ※
“僕らの戦場”
作詞 - 唐沢美帆、加藤裕介 / 作曲・編曲 - 加藤裕介
“いけないボーダーライン”
作詞 - 西直紀 / 作曲・編曲 - コモリタミノル
“絶対零度θノヴァティック”
作詞 - 図司純子〈Eidy〉、河嶋晃一〈Eidy〉/ 作曲 - 図司純子〈Eidy〉、河嶋晃一〈Eidy〉、Mitsunori Ikeda / 編曲 - Mitsunori Ikeda
“God Bless You”
作詞・作曲・編曲 - 北川勝利
“ワルキューレはあきらめない”
作詞 - 唐沢美帆 / 作曲・編曲 - 加藤裕介
歌 - ワルキューレ
ALIVE 〜祈りの唄〜 ※
作詞 - 唐沢美帆 / 作曲・編曲 - 加藤裕介
歌 - ワルキューレ
宇宙（そら）のかけら ※
作詞 - 菜穂 / 作曲・編曲 - h-wonder / ストリングス編曲 - 加藤裕介
歌 - ワルキューレ

### 制作（絶対LIVE!!!!!!）
前作に引き続き監督を務める河森正治は、『激情のワルキューレ』の続編制作を期待する話を以前からしていたところ、「『マクロスF』と同時上映という形式ならいけるんじゃないかという声が出てきた」という経緯があって実現したことを語っている。本作と『劇場短編マクロスF 〜時の迷宮〜』は、ほぼ並行制作であったという。
『激情のワルキューレ』がワルキューレを中心に据えた物語であったことから、『絶対LIVE!!!!!!』では物語の本来の主人公であるハヤテと、その相手役となるフレイア、そしてハヤテが所属するΔ小隊の活躍と成長を描くことが決まっていた。ハヤテとフレイアの関係を中心に描くにあたり、河森は「三角関係」を本作では「やらない」と明言したといい、その意思表示も兼ねて序盤でハヤテがフレイアに告白するシーンを入れている。そのぶん、『Δ』においてハヤテをめぐる三角関係の一角を担ったミラージュも、別のかたちでの活躍が描かれている。本作でフレイアが迎えることになる結末について、河森は「ここでフレイアが助かってしまうと、完全にご都合主義に見えてしまう」という感覚になり、揺れながらも短命種族のフレイアが生ききることについて考え、覚悟を決めたと述べている。スタッフのあいだでも議論のすえに全員が覚悟を決める瞬間があり、脚本を手がけた根元歳三も「自分達が、それを避けているから、そこを避けている限りまとまらない、という事に気づいた」と語った。
制作にあたっては6つから7つのパートに分け、各パートごとに演出と作画監督を起用する方法がとられた。メカアクションのシーンは河森がみずから絵コンテを切っており、上がってきたCGのカットもすべてチェックして仕上げている。冒頭、フレイアの故郷ウィンダミア王国で開催される停戦記念ライブのシーンは新曲「唇の凍傷」が用いられ、前作と同じくフルCGで表現されているが、差別化のために会場を街全体に展開し、雪に覆われたウィンダミアのイメージからスケートや雪の結晶などをモチーフとしてワルキューレが空中でスケートを行なうライブとなった。
アフレコが行なわれたのは公開の1年前であった。この際スタッフの配慮により、フレイア役を演じる鈴木みのりのために河森と話す機会が作られたといい、鈴木は「この様な結末にいくまでの経緯。フレイアを通し、作品を通し、何を伝えたいか？という話を、河森監督から聞いた。頑張ろうと思った。」と明かしている。本作はエンドロール後にラストシーンが入るが、これは出演者にも知らされておらず、アフレコ終了後、ハヤテ役の内田雄馬とフレイア役の鈴木だけが居残りとなり、サプライズとして河森がふたりにラストシーンを書いた紙を渡した。
タイトルの「LIVE」は歌の「LIVE」と生きることの「LIVE」をかけている。感嘆符を6つ並べた「!!!!!!」はワルキューレの5人と、上述のラストシーンに登場するキャラクターを表している。

### 予告・公開（絶対LIVE!!!!!!）
2018年9月23日、『激情のワルキューレ』の映像ソフト購入者限定イベント「ワルキューレ『扇情のプレミアムライブイベント』at 豊洲PIT」で完全新作劇場版の製作が発表された。2019年6月1日・2日開催のイベント「SANKYO presents MACROSS CROSSOVER LIVE 2019 at 幕張メッセ」で『絶対LIVE!!!!!!』のタイトルが発表され、2020年10月3日には2021年公開予定とされた。2021年2月6日にライブ配信された「#エアマクロス F（フロンティア）ライブ2021」で、『劇場短編マクロスF 〜時の迷宮〜』との同時上映となることが発表された。2021年7月4日には公開時期が「2021年秋」とされ、2021年9月18日、公開日が2021年10月8日に決定したことと、新音楽ユニット「Yami_Q_ray」を描いたキービジュアルと本予告が発表された。本予告では同時に、マックスが登場することも明かされた。
公開前日の10月7日22時からは、YouTubeとSHOWROOMで『マクロスがとまらない』の特別番組『劇場版マクロスΔ 絶対LIVE!!!!!! 10.8全国ロードショー 劇場版マクロスΔ冒頭5分29秒を一緒に観よう!!!!!! 〜マクロスは絶対とまらない〜』がライブ配信され、『絶対LIVE!!!!!!』の冒頭5分29秒が流された。また2021年10月10日まで、東京メトロ新宿駅のメトロプロムナードに大型ポスターが掲出された。
公開日からの入場者特典として、2022年4月9日・10日に幕張メッセで開催される「ワルキューレ LIVE 2022 〜Walküre Reborn!〜」のチケット先行申し込み用シリアルコードが記された原画アートカードが配布された。絵柄は5週目まで1週間ごとに異なる3種類からランダムで配布され、6週目と7週目はシリアルコードのつかない原画カードが各週2種類配布された。
2022年9月16日からはMX4D版が上映され、同月17日には監督の河森正治とフレイア役の鈴木みのりが舞台挨拶を行なった。

### 反響・評価（絶対LIVE!!!!!!）
興行通信社が発表した10月9日・10日の全国映画動員ランキングでは初登場第6位、翌週の10月16・17日は第8位、第3週の10月23日・24日は第11位。「Box Office Mojo」の調べによると興行収入は約1.7億円。
「Filmarks」が発表した初日満足度ランキングでは第2位を記録した。「令和3年アニソン大賞」では「Diva in Abyss」が企画賞にノミネートされた。「アニメイトタイムズ」が発表した「アニメ映画ソング神曲ランキング2021」では、挿入歌の「唇の凍傷」が第3位、「ワルキューレはあきらめない」 が第11位、「ALIVE〜祈りの唄〜」が第18位にランクインした。「ニュータイプアニメアワード2021-2022」では、「プロップ・メカデザイン賞」で第3位、「作品賞（映画）」で第9位となった。

## 登場人物
当記事では各人物の基本設定、およびテレビ版『マクロスΔ』との相違点について記す。

### 『激情のワルキューレ』からの登場人物
ハヤテ・インメルマン
声 - 内田雄馬
Δ小隊5番機に搭乗する新人パイロット。
『激情のワルキューレ』では物語冒頭からΔ小隊に所属しており、フレイアとは貨物船で出会うことになる。最終決戦ではメッサーの乗機であったVF-31Fのリル・ドラケン装備型に搭乗する。その際、コクピットでメッサーの写真を見つけ、メッサーの分まで飛び続けると覚悟を決める。最終決戦ではキースら空中騎士団の援護を受け、巨大神殿中枢部を破壊する。
『絶対LIVE!!!!!!』では、テレビ版における要素のうち前作で描かれなかった父ライトのエピソードや胸のペンダント（フォールドクォーツ）の正体、フレイアとの共鳴による感覚拡張などに触れられる。フレイアに愛を告白して一緒に生きてほしいと望むものの、生きる時間が異なるという現実に直面して苦悩する。それでもフレイアとともに生きることを望んで戦いに身を投じ、覚悟を決めたフレイアたちの歌に支えられて敵艦内部に突入し「星の歌い手」の細胞から生まれた新しい命を救い出す。そして、全力で歌いきり全身が結晶化したフレイアと語り合い、最初で最後の口づけを交わす。エンディング後のエピローグでは、成長した「星の歌い手」の子供とともに過ごしている姿が描かれる。
フレイア・ヴィオン
声 - 鈴木みのり
惑星ウィンダミアのレイブングラス村から飛び出してきた少女で、ワルキューレの新メンバーとなる。
『激情のワルキューレ』では、貨物船でヴァールに襲われていたところでハヤテと出会う。テレビ版ではオーディションを受ける会場（惑星）を間違えるが、『激情のワルキューレ』では故郷の村が旧暦だったためオーディションの日付を間違える。アル・シャハルの遺跡で美雲、ハインツの歌と干渉した際に右手に結晶化が生じ、最終決戦ではプロトカルチャーシステムが暴走するなかでハヤテのために命がけで歌い、結晶化が顔にまで広がるが、システムの停止後は右手のみにまで回復する。
『絶対LIVE!!!!!!』では、ハヤテと互いの思いをより深めるが、激しくルンを輝かせて歌うことにより結晶化が進行し、寿命が縮んでゆくことでハヤテたちとの違いを意識することになる。ヘイムダルとの戦いでハヤテの危機に生体フォールド波を極限まで高めて歌ったために結晶化は全身にまで広がり、ワルキューレでありたいと願いながらも死への恐怖で歌えなくなる。最後の戦いではワルキューレとして全力で生きることを決断して熱唱し、自分たちの歌声とハヤテが守った「星の歌い手」の赤子と「ルンの花」を咲かせて歌う人々の姿を見届け、ハヤテの腕に抱かれつつその生涯を終える。
ミラージュ・ファリーナ・ジーナス
声 - 瀬戸麻沙美
Δ小隊4番機のパイロット。エースパイロットの名門といわれるジーナス家の出身。
『激情のワルキューレ』では物語冒頭からハヤテとペアを組み「爆弾コンビ」と呼ばれている。テレビ版にあったフレイアとの三角関係描写は控えめとなっているが、ハヤテを意識しているようなシーンはある。愛機であるVF-31Cを途中で失うが、最終決戦では敵から奪い、パーソナルカラーの赤紫に変更したドラケンIIIに搭乗する。天才パイロットとうたわれた祖父母の名声による重圧を乗り越え戦う覚悟を決め、ハヤテとともに巨大神殿に突入し美雲を救い出す。
『絶対LIVE!!!!!!』では、再会した祖父のマックスにより、優しすぎる性格ゆえに必勝の意思がなく「エースの才能はない」と指摘される。ハヤテに対する思いはその自由さへのあこがれであったことを自覚し、悩むフレイアを応援する。のちに負傷したアラドによってΔ小隊の隊長に任命される。ウィンダミアでの決戦では慣れない指揮に手こずり、最終局面でもハヤテたちに後れをとるが、それをきっかけに隊員の動きを把握できる位置から先を読んだ的確な指示を出して小隊を優勢へと導き、リーダーとしての才能に目覚める。
美雲・ギンヌメール
声 - 小清水亜美 / 歌 - JUNNA
ワルキューレのエースボーカル。その正体はウィンダミアの神殿から新統合軍に奪われレディMの手に渡ったプロトカルチャーの遺産「星の歌い手」の細胞から生み出されたクローン。
『激情のワルキューレ』においては、捕虜となった際にウィンダミア側の分析を受け、そこで初めて正体が明らかにされる。みずからの出生の秘密が明かされても「歌は兵器でも道具でもない」と言い切る。
『激情のワルキューレ』映像ソフトの特典ピクチャードラマ「パジャマの女神達」では、好物がホットミルクで炭酸飲料も飲んだことがなく「味覚が子供」と言われる。
『絶対LIVE!!!!!!』では、レイブングラス村の子供たちにリンゴミルクしか飲まないことを馬鹿にされ、リンゴスパークリングを一気飲みしてみせる。フレイアの結晶化が進行して歌えなくなった際は、大粒の涙を流して「フレイアと歌いたい」と泣く。最終決戦ではフレイアの覚悟を受けて熱唱し、その最期を見届けて「5人で一つのワルキューレ」としてメンバーたちとともに歌いつづけることを誓う。
カナメ・バッカニア
声 - 安野希世乃
ワルキューレのリーダー。
『激情のワルキューレ』ではメッサーとの関係に絞った描写がなされ、アラドを意識しているような描写は完全になくなっている。美雲の歌を初めて聞いた際に負けを認めていたテレビ版とは違い、はじめから美雲に対しても「負けたくない」という思いを抱いている。最終決戦ではハヤテとミラージュの戦いぶりにメッサーの飛ぶ姿を重ねる。
『絶対LIVE!!!!!!』では、レイブングラス村の人々にトップアイドルのランカ・リーとソロアイドル時代に共演したことがあると語るが、レイナとマキナによって実際は銀河カバのロデオに挑戦するところをスタジオのランカが見ていただけであることを画像つきで暴露される。フレイアとの関係に悩むハヤテに対しては、話せなくなってからでは遅いと助言を送り、最終決戦では、メッサーの遺品のブレスレットを身につけて作戦に臨む。
レイナ・プラウラー
声 - 東山奈央
ワルキューレの電子戦担当。
『激情のワルキューレ』ではカナメ、マキナとともにフレイアの新人歓迎会を開催する。最終決戦では美雲に対し仲間だと叫び、ロイドの呪縛から解き放つ大きな一因となる。
『絶対LIVE!!!!!!』では、セイレーンデルタシステムの正体を解析し、マキナとともにカイロスプラスの完成に携わる。最終決戦ではメンバーと合流して熱唱するフレイアが倒れそうになったとき、真っ先に駆け寄って支える。
マキナ・中島
声 - 西田望見
ワルキューレのメカニック担当。
『激情のワルキューレ』では、曽祖父が『マクロス ゼロ』に登場する中島雷造であることが明確にされている。メッサーの死後、敵の攻撃からレイナをかばって負傷し、ウィンダミア側の医務室で治療を受け、のちに独房から脱出したメンバーと合流する。
負傷後、ハヤテたちと合流してVF-31にリル・ドラケンを装着する場面が描かれる予定もあったが、尺が10分足りず実現しなかった。
『絶対LIVE!!!!!!』では、マクロス・ギガシオンでジークフリードとカイロスからカイロスプラスを組み上げる。フレイアの結晶化が広がり歌えなくなった際には、ハヤテが拾ったリンゴの種を入れたペンダントを作って贈る。
レイブングラス村のシーンでマキナが村人たちに贈るキスマークは、河森の案でマキナ役の西田のものをスキャンで取り込んで用いている。
アラド・メルダース
声 - 森川智之
Δ小隊の隊長で、1番機のパイロット。
『激情のワルキューレ』では最終決戦にVF-31Sにアーマードパックを装備して参加する。戦争を終わらせてΔ小隊のメンバーを自由に飛ばせると誓い、ワルキューレの盾となって最後まで戦う。
『絶対LIVE!!!!!!』では、マクロス・ギガシオンでヘイムダルに送り込まれたロボットと戦って重傷を負い、最終決戦ではミラージュを隊長に任命してブリッジから各隊に指示を出す。マックスも気づかなかったミラージュがもつ本来の才能を見抜いており、パイロットとして出撃するマックスに艦長の座を託される。
メッサー・イーレフェルト
声 - 内山昂輝
Δ小隊2番機のパイロットで、「死神」の異名をもつエース。
『激情のワルキューレ』では、キースとの1対1のドッグファイトで、テレビ版で致命傷となった直撃弾をかわしてキース機を撃墜する。しかし、ヴァール化と回復を繰り返したことで内臓を損傷しており、空中戦のあとカナメの腕のなかで息絶える。その後、ハヤテとミラージュはコクピットにΔ小隊とワルキューレ、新統合軍時代の仲間と撮影した写真を忍ばせていたことを知る。
『絶対LIVE!!!!!!』では、メッサーが新統合軍時代に駐留していた惑星アルヴヘイムから始まる作戦に臨むカナメが、メッサーとの対話を回想する。
チャック・マスタング
声 - 川田紳司
Δ小隊3番機のパイロット。Δ小隊では唯一のラグナ人。
『激情のワルキューレ』では、兄弟のうち妹のマリアンヌが登場しない。最終決戦ではアラドと同じくVF-31Eにアーマードパックを装備して参加し、家族や仲間、故郷を守るために最後まで戦う。
『絶対LIVE!!!!!!』でも縁の下の力持ちとしてΔ小隊を支え、最後まで戦いぬく。
アーネスト・ジョンソン
声 - 石塚運昇
マクロス・エリシオン艦長。
『激情のワルキューレ』の最終決戦では操られた僚艦マクロス・グラシオンに対しクロスカウンターを決め、その動きを止める。クラゲ送りの場においては、敵味方を問わず犠牲者を出した戦いはすべて「負け戦」だという信念を語る。
『絶対LIVE!!!!!!』では、脚本の根元によると「アーネスト艦長は登場できなくなってしまいましたので……」、監督の河森によると「前作でマクロス・エリシオンが動けない状態になってしまったので」ということで物語には絡まず、序盤のシーンでうしろ姿が描かれているのみである。
キース・エアロ・ウィンダミア
声 - 木村良平
「白騎士」の称号をもつ空中騎士団のエース。
『激情のワルキューレ』ではメッサーとの空中戦で右目を失う。ワルキューレを捕虜とした際、カナメに対し、その歌声を感じ取ったと語り、メッサーにふさわしい「気高い風」であったと称える。最終決戦ではワルキューレの歌声とΔ小隊の姿をまえになすべきことをみずから悟り、ワルキューレの援護を空中騎士団に呼びかける。ロイドとの決着時には、「永遠」を追い求めたロイドに対し、自身はかつて同じ空を飛んだときにすでに「永遠」を感じていたと告げる。
ロイド・ブレーム
声 - 石川界人
ウィンダミア王国の宰相。
『激情のワルキューレ』では1年前にグラミア国王が亡くなっているため、はじめからウィンダミアの全権を握っている。のちにプロトカルチャーシステム出現と同時に動き出したウィンダミア側の神殿の干渉を受けて「星の歌い手」の存在を認識する。ワルキューレを捕虜とした際に美雲の正体を解明し、ほかのワルキューレメンバーもウィンダミア側に引き入れようとする。最終決戦では真の目的である全銀河の意識の一体化を目前にしながらも果たせず、自身を討ったキースに、ウィンダミア人を短い命の限界から解き放ち、永遠の平和をもたらそうとしていたという真意を明かす。
ボーグ・コンファールト
声 - KENN
空中騎士団では最年少のパイロット。7年前の戦争で家族を失っており、地球人を激しく憎悪している。
『激情のワルキューレ』でもワルキューレの命を執拗に狙うが、心の奥底では少なからず魅了されており、最終決戦ではミラージュとの対決中にプロトカルチャーシステムの暴走で意識を失いかけたところをレイナとマキナの歌声に救われ、ウィンダミア旗艦シグル＝バレンスの砲撃から身を挺してふたりを守る。
『絶対LIVE!!!!!!』では「赤騎士」の称号をもつエースとなっている。ハインツに従いワルキューレの護衛を務めるが、地球人に対する憎しみは消えておらず、ウィンダミア人と地球人が結ばれることなどできないと主張する。ヘイムダル襲来時はマクロス・ギガシオンに救助され、Δ小隊6番機のパイロットとなって故郷を取り戻すために戦う。最初こそハヤテといがみ合うが、ミラージュの忠告には素直に従う。最終決戦では「ルンの花」を咲かせてフレイアたちとともに歌い、ヨハンの希望であった「風は一つに」というライトの言葉を口にする。
ヘルマン・クロース
声 - 遠藤大智
空中騎士団の最年長パイロット。
『激情のワルキューレ』では高齢のため結晶化が大きく進行しながらも、銀河を解放するまで戦い続ける覚悟を示す。
『絶対LIVE!!!!!!』では、ヘイムダル襲来時に撃墜されながらも生還し、フレイアたちとともに伝説の歌を口ずさむ。
カシム・エーベルハルト
声 - 拝真之介
空中騎士団のパイロット。
『激情のワルキューレ』では32歳で、すでに息子は成人していると語る。物語の途中で死亡するテレビ版とは異なり、最後まで生き残る。
『絶対LIVE!!!!!!』ではヘイムダル襲来時にヘルマンとともに出撃して撃墜されるが、同じく生還して伝説の歌を歌う。
テオ・ユッシラ / ザオ・ユッシラ
声 - 峰岸佳
空中騎士団に属する双子のパイロット。
『激情のワルキューレ』では、明確な背景描写などはない。
『絶対LIVE!!!!!!』ではワルキューレの護衛としてボーグとともにレイブングラス村に同行する。ヘイムダル襲来時、テオは真っ先に撃墜され、ザオも奮戦むなしく撃墜される。のちにザオは負傷した姿でレイブングラス村の人々とともに伝説の歌を歌う。
ハインツ・ネーリッヒ・ウィンダミア
声 - 寺崎裕香 / 歌 - メロディー・チューバック
ウィンダミアの幼き国王にして「風の歌」の歌い手。キースの異母弟。
『激情のワルキューレ』では1年前に名君といわれた先王が死去し、12歳で即位したとされる。アル・シャハルの遺跡を通じて美雲、フレイアの歌と干渉したことによって大きく結晶化が進み、前線から退く。決戦後はウィンダミアにいながらもキースとロイドの最期を感じ取り、ウィンダミアを治めていく覚悟を決める。その際フレイアと同じく、体の結晶化があるていど回復する。
『絶対LIVE!!!!!!』では王都ダーウェントでワルキューレの停戦記念ライブを主催する。ヘイムダル襲来時には軍を指揮し、みずからの命を削って「風の歌」で対抗するが、力及ばず降伏に追い込まれる。その後は牢に幽閉され、最終決戦ではフレイアたちとともに伝説の歌を歌い、「ルンの花」を咲かせる。
ベス・マスカット、ニナ・オブライエン、ミズキ・ユーリ
声 - 沢井美優（ベス）、辻美優（ニナ）、金魚わかな（ミズキ）
マクロス・エリシオンのブリッジオペレーター。眼鏡をかけているのがベス、帽子をかぶり耳がとがっているのがニナ、頭にクラゲを乗せているのがミズキ。
クレア・パドル
声 - 日笠陽子
ワルキューレの元メンバー。ワルキューレの激しい任務に耐えきれず途中で脱退した過去が語られる。同期のリディ・ル・グローンもテレビ版と同様に登場するが、こちらはクレジットに役名が表記されていない。

### 『絶対LIVE!!!!!!』からの登場人物
マクシミリアン・ジーナス（マックス）
声 - 速水奨
ミラージュの祖父で、第一次星間大戦のころから数々の武勲を打ち立ててきた天才エース・パイロット。マクロス7船団のバトル7艦長を務めたのち新統合軍を退役し、ケイオス・リスタニア支部に所属するマクロス・ギガシオンの艦長を務めている。73歳という高齢でありながら、最高水準のVFであるYF-29 デュランダルを乗りこなす。

エキセドル・フォルモ
声 - 大林隆介
マクロス・ギガシオンの参謀。第一次星間大戦ではゼントラーディ軍の記録参謀として地球側と戦い、終戦後は新統合政府の要人として地球人とゼントラーディ人の共存共栄に尽力した。マクロス7船団時代のマックスに参謀として同行し、二人一緒にスカウトを受けてケイオスに移籍する。

イアン・クロムウェル（Ian Cromwell）
声 - 斉藤次郎
プロトカルチャーのテクノロジーを制限しているレディMを打倒すべく決起した組織「ヘイムダル」の指導者。元・新統合軍人で、「鋼鉄のクロムウェル」の異名で呼ばれていた。新統合軍第7艦隊「マクロス・アストレア」の艦長を務めていたが、8年前に自艦とともに消息を絶っていた。年齢は56歳、種族は「Quarter Zentradi」で、身長330cm、体重558kg。
新統合軍時代はザルグガンツ戦役において、はぐれゼントラーディ艦隊を1隻で鎮圧した英雄であった。戦場での犠牲者を減らすために幾度もテクノロジーの解放を進言し、ワーゲニン戦役では時空振動弾の使用を提言しながらも却下され、故郷の星と艦隊を滅ぼされた過去をもつ。
最終決戦ではセイレーンデルタシステムの異変によりアストレアの主砲ハイパーマクロスキャノンの出力が低下すると、部下たちに退艦を命じて革命の意志を託し、誘爆覚悟で艦の全エネルギーを集中させた主砲を放つ。胸には新統合軍時代の部下たちの写真と寄せ書きを忍ばせている。
シドニー・ハント（Sidney Hunt）
声 - 櫻井孝宏
クロムウェルを支援するイプシロン財団の実力者。以前はロイドに資金を提供していた。かつては諜報員で、ウィンダミアから「星の歌い手」の細胞を盗み出し、これをイプシロンに売り込むことで地位を得たとみられる。その体はすべてインプラント化されており、最終決戦では想定外の学習によりセイレーンデルタシステムに異変が生じた際、何者かとの通信で指示を受け「闇の歌い手」を回収して撤退しようとしたところを、クロムウェルの部下によって破壊される。
Yami_Q_ray（ヤミキューレ）
声 - 小清水亜美（闇雲） / JUNNA（闇雲・歌）、鈴木みのり（闇フレイア）、安野希世乃（闇カナメ）、東山奈央（闇レイナ）、西田望見（闇マキナ）
シャロン・アップル型の発展形と推測される非合法の量子AIシステム「セイレーンデルタシステム」に、ウィンダミアの神殿から奪取された「星の歌い手」の細胞を組み込むことで生まれた、「闇の歌い手」と呼ばれるヴァーチャロイド。最初は美雲に似た「闇雲」のみだが、のちにワルキューレの歌からのディープラーニングにより「闇フレイア」「闇カナメ」「闇レイナ」「闇マキナ」を生み出し、ヴァーチャロイドユニット「Yami_Q_ray」となる。
キャッチフレーズは「超・ダークエンジェル」。決め台詞は闇雲が「歌は闇」、闇フレイアが「歌は狂気」、闇カナメが「歌は歓喜」、闇レイナが「歌は欲望」、闇マキナが「歌は絶望」。

ヨハン・ウインリー（Johann Winly）
声 - 小野大輔
風の神に仕えるウィンダミアの神官のひとり。レイブングラス村において村長以上の影響力を持っており、フレイアを子供のころから知る。ヘイムダル襲来時には遺跡のバリアを起動させて村人たちを守りぬき、全身が結晶化して寿命を迎える。ウィンダミアに赴任していたハヤテの父ライトとは面識があり、ハヤテのもつペンダントはヨハンがハヤテの母に贈ったものであるという。
村長
声 - 宝亀克寿
フレイアの故郷レイブングラス村の長。かつてフレイアに早く結婚するよう急かしては逃げられていたが、里帰りした際には無事を喜び、暖かく迎える。
ライト・インメルマン
ハヤテの亡き父。アラドの先輩のパイロットで、赴任先からはよく簡素な言葉でしたためた手紙をハヤテに送っていた。
正体は特務諜報員であり、ウィンダミアの神殿と遺跡の調査を任務としていた。別の諜報員に盗まれた「星の歌い手」たちの細胞を奪い返すための協力をヨハンに依頼し、ひとつを取り戻すものの、ウィンダミアと新統合政府の関係が悪化したために返すことができずレディMに渡り、自身は残る細胞を追い命を落とした。

## 登場メカ
劇場版の変更点を中心に記す。

### 『激情のワルキューレ』の登場メカ
VF-31 ジークフリード
Δ小隊に配備されている最新鋭可変戦闘機（ヴァリアブル・ファイター、VF）。それ以外の部隊に配備されている機体（A型）は「カイロス」と呼ばれ、こちらはより実戦重視の仕様となっている。
VF-31F ジークフリード リル・ドラケン装備型
メッサーのVF-31Fを鹵獲したウィンダミア軍が、性能評価のためSv-262用の増加ブースター兼無人小型支援機「リル・ドラケン」2機を両翼に装着した仕様。双方の機体は同じ銀河標準規格で作られているため、ハード・ソフト両面とも問題なくマッチングする。両翼部のリル・ドラケンを回転させ推力方向を変えることで、立体的な空戦機動が可能になる。ウィンダミア艦で整備中のところを、艦内に忍び込んだハヤテが奪い、最終決戦の乗機とする。
VF-31S アーマードジークフリード
攻撃力・防御力を増加させるオプションパックを装着した仕様。機体各部の装甲、大型ミサイルコンテナ、両腕のガトリング砲、背部の2連レーザー砲などを装備しつつも、VF-25S アーマードメサイアと同じく、全装備状態でも3段変形が可能である。最終決戦ではΔ小隊のアラド隊長機（31S）やチャック機（31E）だけでなく、A型の部隊にもアーマード装備が投入されている。

Sv-262 ドラケンIII
ウィンダミア王国軍の主力VF。VF-31に比肩する高性能機で、本来は双発エンジンだが、変形機構の都合からファイター形態では単発機のように見える。一般用のBa型と指揮官用のHs型の2機種が存在する。
Sv-262Ba ドラケンIII ミラージュ機
ハヤテに同行していたミラージュがウィンダミア艦から強奪した機体。もともと機体色を欺瞞する光学ステルス性能を有しているが、ミラージュが識別コードを入力したことで、彼女のパーソナル・カラーである赤紫色に変化する。

マクロス・エリシオン
ケイオス・ラグナ支部の母艦。『激情のワルキューレ』では最終決戦に参加するため、ケイオス所属の同型艦2隻が登場する。
マクロス・グラシオン
エリシオンの同型艦で、船体色はグリーン系。「星の歌」で乗員がマインドコントロールされ、僚艦であるエリシオンを攻撃する。
マクロス・メガシオン
エリシオンの同型艦で、船体色はブラウン系。ウィンダミアの旗艦シグル＝バレンスからビーム攻撃を受けて轟沈する。

シグル＝バレンス
ウィンダミア艦隊の旗艦。
『激情のワルキューレ』では、プロトカルチャー時代の戦艦という説明は劇中でなされず、ワルキューレが捕虜となる場面で初めて全体が登場する。テレビ版にあったラグナのプロトカルチャーシステムに艦体下部を接合したのち分離するプロセスはなく、巨大神殿（テレビ版における「星の神殿」）出現後に変形してその上部に接合するが、その際にワルキューレが囚われている独房や医務室が存在する部分が分離して艦前方で滞空状態になる。
『絶対LIVE!!!!!!』では、ヘイムダル襲来時にハインツの命令で発進して迎撃にあたるが、反応弾によって沈められる。

### 『絶対LIVE!!!!!!』の登場メカ
VF-31AX カイロスプラス
破壊されたジークフリードに代わりΔ小隊に配備される機体。一般機カイロスとジークフリードを組み合わせた改修機で、フォールドクォーツの大型化や武装の強化によって性能が向上している。自身のSv-262Hsを失い、Δ小隊入りしたボーグも緑色の本機に搭乗する。
Sv-262Hs ドラケンIII ボーグ機
赤騎士を拝命したボーグが搭乗する赤い指揮官機。突如ウィンダミア王国に侵攻してきた敵部隊になすすべもなく、救援に現れたマクロス・ギガシオンに着艦する。
YF-29 デュランダル マックス機
マクロス・ギガシオンに配備されているマックスの専用機。『劇場版 マクロスF』完結編終盤で主人公が乗る機体の同型機で、「最強のバルキリー」とも称される高性能機。マックスの機体は歴代の搭乗機と同じ青基調に塗られている。
マクロス・ギガシオン
マックスが艦長を務めるケイオス・リスタニア支部所属艦で、エリシオンの同型艦。性能的にはほかの同型艦と大差はないが、装甲板や要塞型の両舷に可変翼が追加され、さらに滑走路部分が三段空母のように大型化しているため、より大型の艦載機を運用できる。前作で受けた損傷の修復が終わっていないエリシオンに代わり、Δ小隊の母艦となる。
ゴースト / スーパーゴースト
マクロス・ギガシオンに搭載された、ケイオスで運用される無人戦闘機。単装ビーム砲・ミサイルポッドのほか、スーパーパックも装備可能。
劇中ではΔ小隊のカイロスプラスの習熟訓練に用いられるほか、最終決戦時にハヤテ機の出力不足を補うため、ミラージュ機の誘導により合体し敵艦のバリアを突破する。
バトル・アストレア
ヘイムダルの旗艦であるバトル級可変大型空母の改造艦。『マクロス ゼロ』に登場する「鳥の人」をモチーフとした巨大な翼と後光のような背部リングパーツが特徴で、艦橋（頭部）にはYami_Q_rayのステージを兼ねた「セイレーンデルタシステム」を内蔵している。
見た目は通常のバトル級からかけ離れており、そのシステムを用いることで次元断層を越えた先の惑星ウィンダミアⅣへのフォールドも行える。
Sv-303 ヴィヴァスヴァット
バトル・アストレアに搭載されているVF。コックピットが存在しないAI制御の無人機（いわゆるゴースト）で、「セイレーンデルタシステム」を介したYami_Q_rayの歌声で遠隔操作される。漆黒の機体色に描かれた電子回路のような発光ラインが特徴。ファイター形態はVF-14 バンパイア、バトロイド形態はSV-51にそれぞれ似ており、頭部は一つ目の眼球のような不気味な形状となっている。変形機構も複雑かつ独特で、一見しただけではパターンが判別できない。ファイター形態時に4基のエンジンを展開する超機動モードが存在する。機体自体もゴーストだが、さらに6機の小型ゴーストを装備している。
工場衛星
もとはゼントラーディ軍の生産施設。ヘイムダルに対する反攻拠点として用いられる。のちにSv-303部隊の襲撃を受け自爆する。
メガロード-01
2012年に地球を出発し、2016年に消息を絶った第1次移民船団の旗艦。ケイオスに指示を与える謎の存在「レディM」の正式名称は「レディ・メガロード-01」で、かつて亜空間からメガロード-01と同一の周波数帯で「星の歌」やプロトカルチャー遺跡を解明するプロトコルコードを含んだフォールド通信を送ったとされる。亜空間内で次元断層に挟まれ動けない状態にあり、その座標を解明したヘイムダルによってスーパーフォールドゲートが開かれて一時的に艦の姿が現れる。艦内にはふたつの人影のようなものが描かれている。

## 関連商品

### CD
| 発売日         | タイトル                                                  | 規格品番   | 備考                                                     |
| -------------- | --------------------------------------------------------- | ---------- | -------------------------------------------------------- |
| 2018年2月14日  | ワルキューレは裏切らない                                  | VTCL-35269 | ワルキューレ3rdシングル 『激情のワルキューレ』新曲       |
| 2020年5月27日  | 未来はオンナのためにある                                  | VTCL-35315 | ワルキューレ4thシングル 『絶対LIVE!!!!!!』イメージソング |
| 2021年10月13日 | Walküre Reborn!                                           | VTCL-60549 | ワルキューレ3rdアルバム 『絶対LIVE!!!!!!』の楽曲を収録   |
| 2021年10月20日 | 劇場版マクロスΔ 絶対LIVE!!!!!! オリジナルサウンドトラック | VTCL-60550 | 『絶対LIVE!!!!!!』サウンドトラック                       |

### 映像ソフト
劇場版マクロスΔ 激情のワルキューレ
2018年8月28日、バンダイナムコアーツよりBlu-ray Disc版（BCXA-1376）、DVD版（BCBA-4911）が発売された。収録時間150分（本編120分+特典映像30分）。
特装限定版には2018年9月23日公演のライブイベント「ワルキューレ『扇情のプレミアムライブイベント』 at 豊洲PIT」のチケット優先先行抽選申込券が封入された。
オリコンチャートではBD版が最高第2位、DVD版が最高第5位。
音声特典としてオーディオコメンタリーを収録。出演者は以下のとおり。
- 第1部 - 三間雅文、鈴木みのり、瀬戸麻沙美
- 第2部 - 河森正治、森川智之、内山昂輝、安野希世乃
- 第3部 - 河森正治、小清水亜美、東山奈央、西田望見

また、映像特典として以下の新作映像作品を収録。ほか、鈴木みのりが案内役を務める「Making of Macross⊿ vol.08」、2018年2月10日にTOHOシネマズ新宿で行われた舞台挨拶の映像、JOYSOUND音源提供のカラオケ映像、特報、PV、劇場CM、パッケージCMを収録している。
パジャマの女神達
静止画と音声で構成されるピクチャードラマ。『激情のワルキューレ』本編における温泉でのフレイア歓迎会の直後、ワルキューレにミラージュを加えた6人でパジャマパーティーを開き、恋の話やΔ小隊の面々の話などに興じるという内容。ハヤテとミラージュの通称「爆弾コンビ」の由来もここで語られる。
このドラマへの言及ではないが、オーディオコメンタリー第3部において河森は、フレイア歓迎会のシーンを温泉パーティーにするかパジャマパーティーにするかで迷い、屋内でワルキューレの過去を回想するテレビ版とは異なる印象を与えるために温泉を選んだと語っている。
- 脚本 - 根元歳三
- 絵コンテ - 安田賢司
- 演出 - 成田巧
- 作画監督 - 長田好弘
- 監修 - 河森正治
- 音楽 - 鈴木さえ子、TOMISIRO、窪田ミナ
- 音響監督 - 三間雅文
- 美術監督 - 菊池明子（アトリエPlatz）
- 撮影監督 - 岩崎敦（T2studio）
- 撮影 - T2studio
- 編集 - 松本秀治
- アニメーション制作 - サテライト
- 製作 - ビックウエスト、劇場版マクロスデルタ製作委員会

げきじょうばん でるた小劇場
ショートアニメ。「みらーじゅ日記 続・ミラージュさんの恋」「行け！空中騎士団 極秘情報入手」「ケイオスな日々 ○○禁止」の3本構成。
- 監督・演出・脚本 - 芦名みのる
- ぷちキャラクターデザイン・作画監督・作画 - たけはらみのる
- タイトルロゴデザイン・キャラクターイラスト・作画 - みやひこ
- 音楽 - 鈴木さえ子、TOMISIRO、窪田ミナ
- 音響監督 - 三間雅文
- 作画 - ぽんで、みやひこ、戸塚ちさと
- アニメーション制作 - スタジオぷYUKAI
- 製作協力 - メディクリエ
- 製作 - ビックウエスト、劇場版マクロスデルタ製作委員会

劇場版マクロスΔ 絶対LIVE!!!!!! / 劇場短編マクロスF 〜時の迷宮〜
2022年9月28日、バンダイナムコフィルムワークスよりBlu-ray Disc版（BCXA-1756）とDVD版（BCBA-5124）が発売された。両A面仕様で、本編DISCと特典DISCの2枚組。
特装限定版には2023年5月20日・21日に東京有明アリーナ、同月27日・28日に丸善インテックアリーナ大阪で開催される「ワルキューレ FINAL LIVE TOUR 2023 〜Last Mission〜」のチケット先行申込シリアルコードが封入された。
オリコンチャートではBD版が最高第3位、DVD版も最高第3位となった。
本編DISCには以下の出演者によるオーディオコメンタリーを収録。
- 劇場短編マクロスF 〜時の迷宮〜 - 中島愛、遠藤綾
- 劇場版マクロスΔ 絶対LIVE!!!!!!
  - 第1部 - 河森正治、鈴木みのり、小清水亜美、瀬戸麻沙美
  - 第2部 - 内田雄馬、森川智之、速水奨
  - 第3部 - JUNNA、安野希世乃、東山奈央、西田望見

特典DISCの収録内容は以下のとおり。
- #エアワルキューレ プレミアム LIVE 2020 〜ワルキューレはあきらめない〜
- 『劇場版マクロスΔ 絶対LIVE!!!!!!』公開記念舞台挨拶（2021年10月10日）
- 『劇場版マクロスΔ 絶対LIVE!!!!!!』大ヒット御礼舞台挨拶（2021年10月23日）
- 『劇場版マクロスΔ 絶対LIVE!!!!!!』絶対ネタバレ舞台挨拶（2021年11月13日）
- げきじょうばんでるた小劇場
  - 「みらーじゅ日記 マックスおじいさま」
  - 「行け！空中騎士団 ルンの花まんじゅう」
  - 「ふろんてぃあな日々」

- 特報
- PV（『時の迷宮』『絶対LIVE!!!!!!』）
- パッケージCM（『時の迷宮』『絶対LIVE!!!!!!』）

### ゲーム
スーパーロボット大戦X-Ω
『激情のワルキューレ』が2020年6月9日から6月15日までの期間限定で登場。
スーパーロボット大戦Y
2025年8月28日発売予定のNintendo Switch、PlayStation 5、Steam用ソフト。テレビ版『マクロスΔ』（機体のみ）と『激情のワルキューレ』が登場。

## コラボレーション
映像居酒屋 ロボ基地
2018年2月1日から同月28日にかけて養老乃瀧が「映像居酒屋 ロボ基地」で『激情のワルキューレ』とのコラボレーションフェアを開催した。
GIF公式チャンネル
GIFMAGAZINEが『激情のワルキューレ』のGIF公式チャンネルを開設し、各シーンのGIF動画を公開した。
2018 SUMMER 秋葉原電気街まつり
2018年6月22日から7月31日にかけて開催された秋葉原電気街振興会のキャンペーン「2018 SUMMER 秋葉原電気街まつり」において、『激情のワルキューレ』とのコラボレーションが実施された。
マクロスΔ × Chugai Grace Cafe
『絶対LIVE!!!!!!』公開を記念し、2021年8月17日から9月1日にかけて東京都渋谷区の「Chugai Grace Cafe」で『マクロスΔ』のコラボレーションカフェが開催され、コンセプトメニューの提供と「カフェ店員風衣装」を着たワルキューレのイラストを用いた限定グッズの販売が行なわれた。
ワルキ湯〜レ 極楽LIVE!!!!!!
『絶対LIVE!!!!!!』公開を記念したコラボレーションキャンペーン。2021年10月12日から27日にかけて極楽湯・RAKU SPAグループ7店舗で開催された。
Yami_Q_ray in ヴィレヴァン
2022年9月28日よりヴィレッジヴァンガードのオンラインサイトと一部店舗でYami_Q_rayとのコラボレーショングッズが受注販売され、10月8日から23日にかけて渋谷本店でスタンディパネルが展示された。
『マクロスΔ』『マクロスF』×JOYSOUND直営店・ROUND1
JOYSOUND直営店とROUND1において、2022年10月12日から2023年1月9日にかけて『マクロスΔ』『マクロスF』とのコラボレーションキャンペーンを実施。
劇場版マクロスΔ X'mas描き下ろしストア in 池袋/大阪
2022年12月10日から同月25日にかけてA3がGraffArt Shop 池袋/大阪・なんばで『絶対LIVE!!!!!!』のポップアップストアを開催し、クリスマスをテーマにした描き下ろしグラフアートイラストを用いたグッズを販売した。
『劇場版マクロスΔ 絶対LIVE!!!!!!』POP UP SHOP in 東京キャラクターストリート
2023年6月23日から7月6日にかけて、A3が東京キャラクターストリートで『絶対LIVE!!!!!!』のジューンブライドをテーマとしたグラフアートイラストを用いたグッズを販売。
MACROSSΔ HALLOWEEN!!!!!! POP UP STORE
2024年10月16日から10月31日にかけて、A3が東京都のJR池袋駅南改札前イベントスペースでワルキューレとYami_Q_rayのイラストを用いたグッズを販売。